# Hôtel Byron

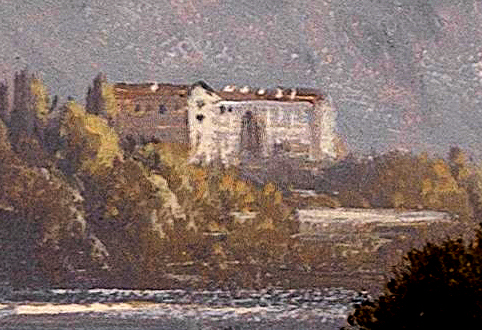
Hôtel Byron um 1900 als Detailausschnitt eines Gemäldes von Hubert Sattler

Das Hôtel Byron war 1841 das erste Hotel in Villeneuve im Schweizer Kanton Waadt und später renommierter Kurort. Bis 1929 wurde das Hotel aufgelöst, das Gebäude wurde vom Chillon-College genutzt und 1933 durch einen Brand zerstört. Ein bestehendes Nebengebäude dient heute als Seniorenresidenz.

## Lage

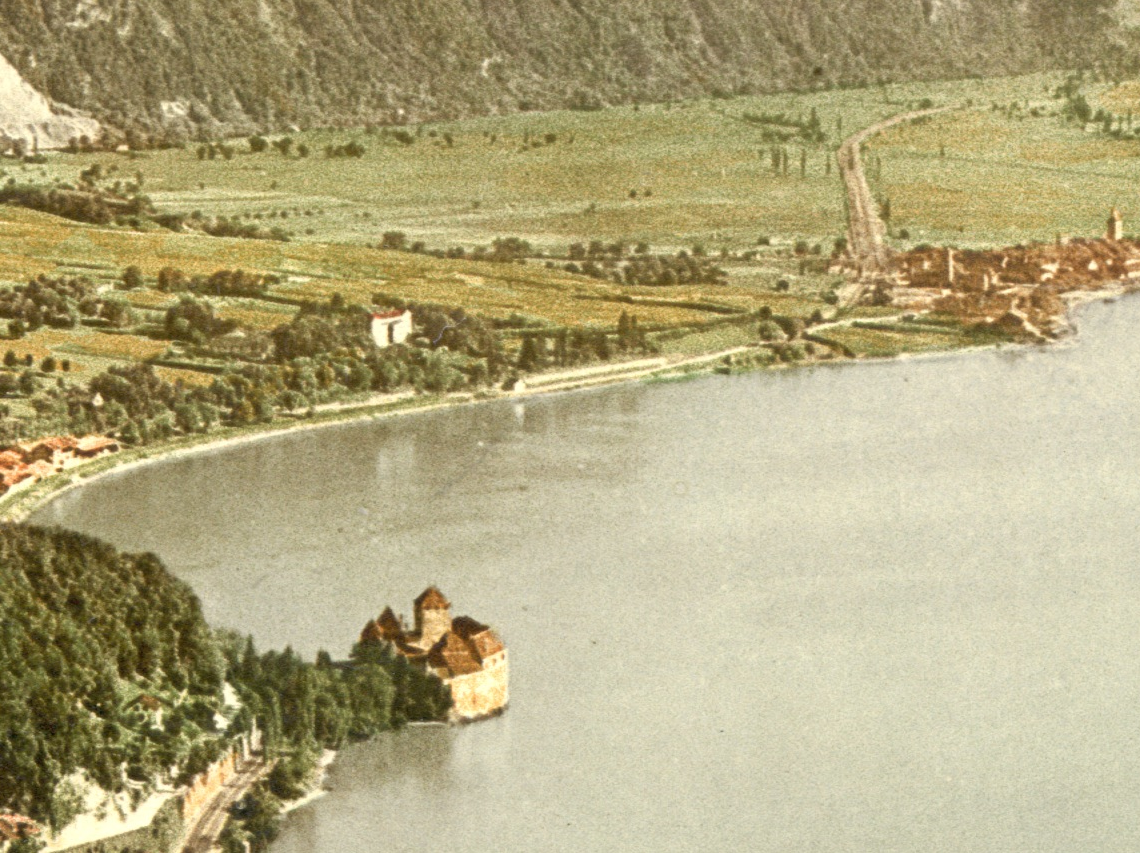
Links Hôtel Byron, im Vordergrund Schloss Chillon, rechts Villeneuve und die Simplonlinie, vor 1900.

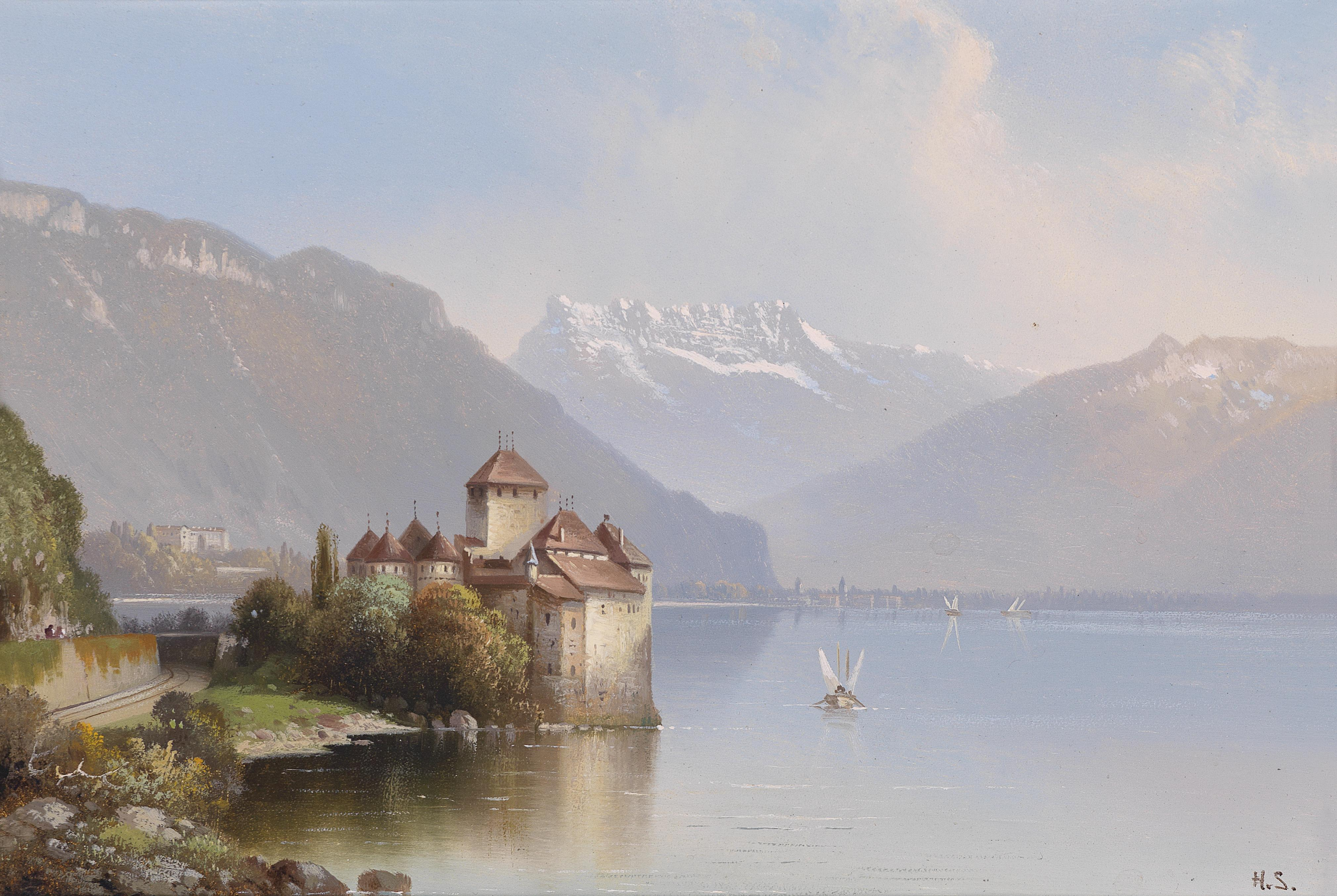
Gemälde vom Genfersee mit Schloss Chillon, links im Hintergrund das Hôtel Byron

Das Gebäude befand sich gegenüber dem Schloss Chillon nördlich des heutigen Stadtzentrums von Villeneuve am Ufer des Genfersees. An dieser Stelle hatte Aimon, Sohn von Thomas I. von Savoyen, im 13. Jahrhundert ein herzogliches Haus errichtet. Westlich des Hotels unmittelbar am See verläuft die Bahntrasse der Simplonlinie sowie die Avenue du Chillon, dort befindet sich die seit 1958 von der Trolleybuslinie Vevey–Montreux–Chillon–Villeneuve bediente ehemalige Tramhaltestelle Clos du Moulin. In südlicher Richtung erreicht man über die leicht abfallende Avenue de Byron die etwa 400 Meter entfernte Ortsmitte von Villeneuve sowie Bahnhof und Schiffsanleger.

## Geschichte

### Bau
1837 bestätigte Vincent Masson-Vallon, ein Händler aus Vevey und Bürger von Veytaux, in einem Brief an den ausführenden Architekten Jean Marc Louis Junod den Bau des Hotels. Am 14. Februar 1840 wurde das Hotel in der Gazette de Lausanne zur Vermietung ausgeschrieben, um im Juni des Folgejahres eröffnet zu werden. Mit seiner Einweihung am 27. Mai 1841 begründete es als erstes Hotel den Tourismus im Ort. Das Hotel trug ab 1839 den Namen von George Gordon Byron, genannt Lord Byron, der 1824 verstorben war, jedoch mehrfach in der Region residiert hatte. Es handelte sich um die erste in völliger Abgeschiedenheit erbaute Hotelanlage der Schweiz. Das in klassischer Architektur gehaltene Gebäude verfügte über eine prächtige Halle, grossräumige Salons und reich ausgestattete Appartements und war damals das grösste Hotel an der Waadtländer Riviera. Die 15 Fensterachsen verteilten sich auf beidseits einen dreiachsigen Seitenrisalit und in der Mitte einen ebenfalls dreiachsigen Mittelrisalit mit vorgebauter Loggia, dazwischen dreiachsige Zwischentrakte. Die Küche befand sich im Untergeschoss.

### Nutzung als Hotel
Im Verlauf des Jahres 1841 logierten 547 Familien im Byron. Der erste Besitzer hatte Hoffnungen auf die Nutzung einer Schwefelquelle gesetzt, musste jedoch ruiniert aufgeben. Johann Jacob Weber schrieb 1854 darüber, dass „der Erbauer bei seinem Unternehmen zu Grunde ging.“ Ende Januar 1843 versuchte der Eigentümer, Hotel und zugehörige Gebäude zu versteigern. In den Kantonen Waadt und Genf waren Versteigerungen untersagt, weshalb diese von der Gemeinde Menzingen im Kanton Zug ausgeschrieben und verbürgt wurde. Dem Verkäufer wurde vorgeworfen, bei der Preisschätzung von 1.200.000 Franken übertrieben zu haben. Die Regierung des Kantons Waadt schätzte den Wert des Hotels auf 120.000 Schweizer Franken, Nebengebäude und Lehnshäuser auf weitere 27.000 Franken und das dazugehörige Landgut mit Rebland und Baumgärten auf 100.000 Franken. Dem Mobiliar wurde ein Wert von 56.000 Franken zugewiesen. Am 3. Februar 1843 berichtete die Allgemeine Zeitung München, dass Liebhaber des Hotels Aktien angenommen und den Wechsel der Hauptdirektion bezahlt hätten. Am 14. und 20. Mai 1844 wurde das Mobiliar des Hotels zur Versteigerung angeboten, 1845 wurde das Gebäude erneut zum Verkauf angeboten. 1846 lehnte die Gemeinde Villeneuve den Antrag ab, im Hotel ein Spielcasino einzurichten.
Für den 1. Juli 1849 wurde die Neueröffnung des Hotels durch die Witwe Monney angekündigt, die auch mit der Schwefelquelle warb, Reiseführer stuften das Hotel jedoch als veraltet ein. 1850 wurde durch Charles Boet die Renovierung des Hauses angekündigt, 1853 revidierten die Reiseführer nach dem Bau eines Bades ihre Meinung. 1857 erhielt Villeneuve mit der Eröffnung der Bahnverbindung nach Bex durch die Compagnie de l’Ouest Suisse einen Eisenbahnanschluss, 1861 wurde die Verbindung nach Lausanne als Teil der Simplonlinie fertiggestellt. Im März 1861 wurde bekanntgegeben, M. Wolff habe das Hotel von Curtin de la Rottaz übernommen. Wolff führte die Geschäfte mit seinem Bruder Gustave, einem Norddeutschen, der auch das Hôtel de l'Écu in Genf betrieb. Damals wurde es mit Parks und Gärten, einem Lesesaal und Billard beworben. Die beiden Wolffs als auch ihr Nachfolger scheiterten, so dass es zwischenzeitlich geschlossen blieb. 1868 schreibt George Bradshaw jedoch von einer hohen Reputation, von wöchentlichen Gottesdiensten in englischer Sprache im Wechsel mit dem Hôtel des Alpes und von Omnibus-Verbindungen vom Hotel zu allen am Bahnhof Villeneuve verkehrenden Personenzügen, zudem wurde die Genehmigung zur Einrichtung eines Telegraphenbüros erteilt. Der Transport mit eigenen Omnibussen wurde auch zum Anleger der Personenschifffahrt auf dem Genfersee und zu nahen Ausflugszielen angeboten. 1870 wurde es als Kurhotel empfohlen, obwohl die Schwefelquelle in Villeneuve nicht genutzt wurde. Ab 1872 wird in regelmässigen Werbeanzeigen in Gazette de Lausanne und Journal de Genève wiederum G. Wolff als Besitzer genannt, der im April 1876 die Übertragung des Hotels an M. Emmerling ankündigte, der es ab Mai gemeinsam mit Rusterholz weiterführte.

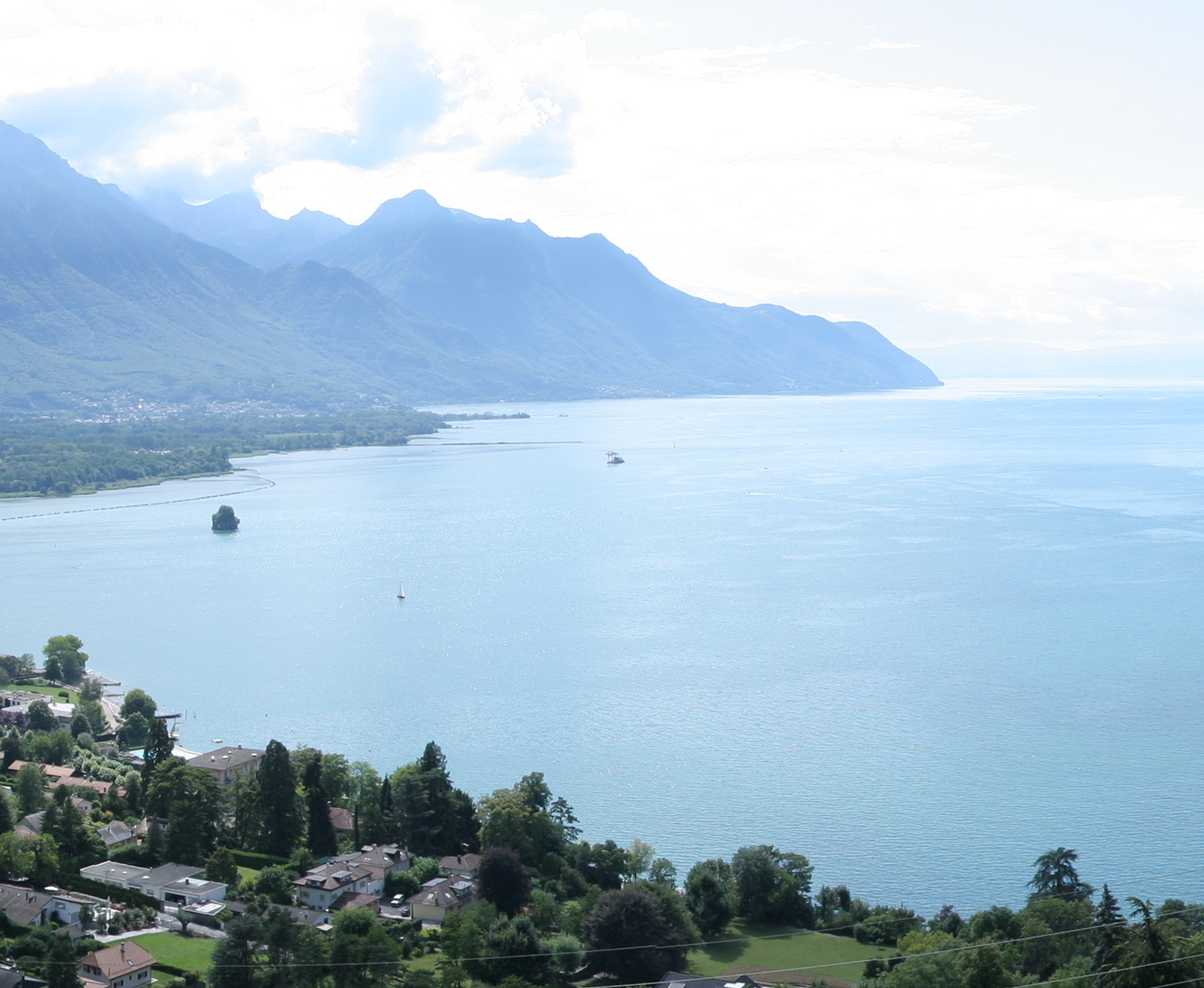
Panoramablick auf den Bauplatz des Hotels mit bestehender Seniorenresidenz und den Genfersee

Bereits vor dem Anschluss an die lokale Gasversorgung 1876 verfügte das Hôtel Byron über eine Gasanlage. 1880 wird ein wöchentliches Taubenschiessen beworben, ein Jahr später kündigte der damalige Eigentümer Jean-Jacques de la Rottaz die Übertragung der Geschäftsleitung an Armleder Cadet an. 1882 erwogen einige ausländische und lokale Mediziner, das Hotel zu kaufen und in ein Sanatorium umzuwandeln. Nachdem im Sommer 1883 das Telefonnetz in Montreux in Betrieb genommen war, war auch ein Anschluss des Hotels vorgesehen. 1885 wurde der Verkauf des Hotels zur Liquidation einer Erbschaft angekündigt, aber nicht vollzogen. Im Juli 1889 folgte der Anschluss an die Elektrizitätsversorgung in Montreux mit einer damals sehr beachteten Freileitung. Ab 1896 wurde über den Neubau der Strasse zwischen Villeneuve und Chillon nachgedacht, um die Verlängerung der Strassenbahn zu ermöglichen und auf den unfallträchtigen Bahnübergang vor dem Hotel verzichten zu können. Zum 1. April 1897 wurde das Hotel für 375.000 Franken an den damaligen Direktor Hermann Gehrig verkauft, der es seit dem 1. November 1885 neben dem Grand-Hôtel des Rochers de Naye führte. Im selben Jahr wurde es für 400.000 Franken an eine Aktiengesellschaft weiterveräussert.
Von 1896 bis 1899 wurde eine umfangreiche Modernisierung durchgeführt, die den Kern des Gebäudes intakt liess, aber ihm den Charakter eines neuen Gebäudes gab: An der Seeseite wurde auf der gesamten Gebäudelänge eine verglaste Galerie angebaut, die bisherige Säulenvorhalle wurde an der Nordseite wieder aufgebaut. Hinzu kamen technische Verbesserungen, beworben wurde die 1898 ergänzten Zentralheizung und Aufzug. Bereits im Februar 1899 war das Mobiliar zum Verkauf angeboten worden und das Hotel nach der Renovierung neu eingerichtet. Im Frühling 1900 erwarb das Hotel ein Automobil des Typs Panhard mit zehn Plätzen für den Betrieb auf der Hauptstrasse 9 von Villeneuve nach Veytaux und zum Schloss Chillon, bei der Fête des Narcisses wurde ein 20-Minuten-Takt angeboten, anschliessend wurden die regelmässigen Fahrten fortgesetzt. In Chillon bestand Anschluss an die damalige Strassenbahn Vevey–Montreux–Chillon (VMC) zu den touristischen Zentren in Montreux und Vevey. Am 14. Dezember 1903 wurde diese über die Haltestelle Byron am Hotel bis Villeneuve mit der damaligen eigenständigen Strassenbahn Chillon–Byron–Villeneuve (CBV) verlängert. Gehrig, der weiterhin Direktor des Hotels geblieben war, verliess es zum 1. Juli 1906. 1912 wurde ein Nebengebäude mit Baderäumen erbaut, das als einziges Bauwerk heute noch erhalten ist. 1923 verspricht eine Werbung des Hotels warmes Wasser in allen Zimmern, Tennis, Croquet und Golf sowie einen achteinhalb Hektar grossen Park, später wird es als Grand Hotel bezeichnet. 1926 wurde in Erwägung gezogen, einen Strand unterhalb des Hotels anzulegen, der am 26. Juni 1927 eingeweiht wurde.
Im Mai 1929 wurde der Verkauf des Hotels und des Mobiliars angekündigt, der am 23. Juni von der Aktionärsversammlung beschlossen wurde. Käufer für 800.000 Franken war das Chillon-College aus dem nahen Grandchamp, die Übergabe wurde auf den 1. Oktober festgesetzt. Bis Juli warb das Hotel noch für seine Dienste, im Dezember wurde die Liquidation der Kapitalgesellschaft bekanntgegeben.

### Chillon-College
In Folge diente das Gebäude dem Institut de jeunes gens de Chillon-College, in dem einige hundert Schüler, vorwiegend aus dem englischen Kolonialgebiet, unterrichtet wurden. Die singapurische Zeitung The Straits Times bezeichnete es als „Eton der Schweiz“.
In der Nacht vom 23. auf den 24. Januar 1933 wurde das Hauptgebäude durch einen verheerenden Brand zerstört und nicht wieder aufgebaut.

### Brandkatastrophe
Am 24. Januar 1933, etwa 15 Minuten nach Mitternacht, wurden die Polizeiposten der umliegenden Kommunen wegen eines Feuers im Dachstuhl des Hotels alarmiert, die angerückte Feuerwehr aus Villeneuve konnte wegen vereisten Hydranten nichts gegen das Feuer unternehmen, bis gegen 0:30 Uhr Kräfte aus Veytaux vor Ort waren, die eine 600 Meter lange Leitung zum einzigen nutzbaren Hydranten installierten. Das nahe Seewasser des Genfersees konnte nicht genutzt werden, weil keine Saugpumpen in der Nähe verfügbar waren und für die Simplonstrecke zwischen Hotel und See für 1:30 ein Zug angekündigt war. Das Feuer hatte im Dachstuhl des vierstöckigen Gebäudes begonnen, die Ausbreitung war durch diverse Stücke aus Holz auf dem Speicher vereinfacht worden. Man vermutete am Folgetag, dass ein defekter Schornstein oder ein am Vorabend nicht ausgemachtes Feuer Grund für die Entzündung gewesen sei, zumal gegen 23 Uhr des Vortags eine Explosion in einem Schornstein zu hören gewesen sei. Wegen der Höhe des Brandherdes erwiesen sich die Löschbemühungen als nutzlos und eine Dreiviertelstunde nach Ausbruch des Feuers stürzte der Dachstuhl zusammen und der Brand breitete sich auf die unteren Etagen aus. Gegen vier Uhr morgens war das Feuer unter Kontrolle, jedoch hatte man die oberen Stockwerke bereits aufgegeben und beschränkte sich inzwischen auf die Rettung des Erdgeschosses. Mit der Morgendämmerung löste die Feuerwehr aus Châtelard ihre übermüdeten Kollegen ab und eine Pumpe aus Bex ersetzte jene aus Aigle. Die Internatsschüler des Institut de jeunes gens de Chillon-Collège konnten das Gebäude unbeschadet verlassen und halfen bei der Rettung des Mobiliars.
Der gesamte finanzielle Schaden wurde mit 750.352 Franken angegeben.

### Heutige Nutzung

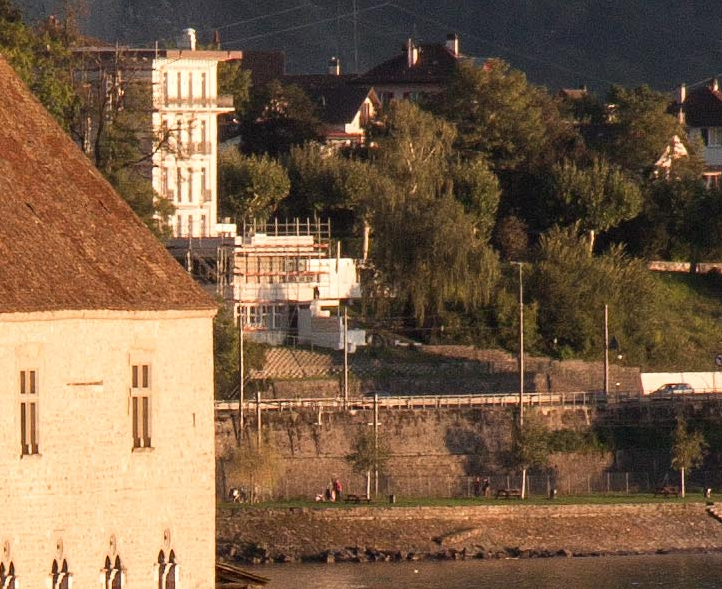
Das Nebengebäude, im Vordergrund links Schloss Chillon

Nach der Katastrophe wurde überlegt, das Gebäude im modernen Stil aus Stahlbeton wieder aufzubauen. 1938 wurde das Gelände zum Verkauf angeboten. Das 1912 erbaute Nebengebäude wurde ab den 1970er Jahren als Erholungsheim genutzt und heute als Pflegeheim und Seniorenresidenz Le Byron. Dieses ist durch das Gesundheitsamt anerkannt und Mitglied des Pflegenetzwerks ASCOR. Trotz der Umwidmung wurden keine grösseren Umbauten vorgenommen.

## Rezeption und Gäste

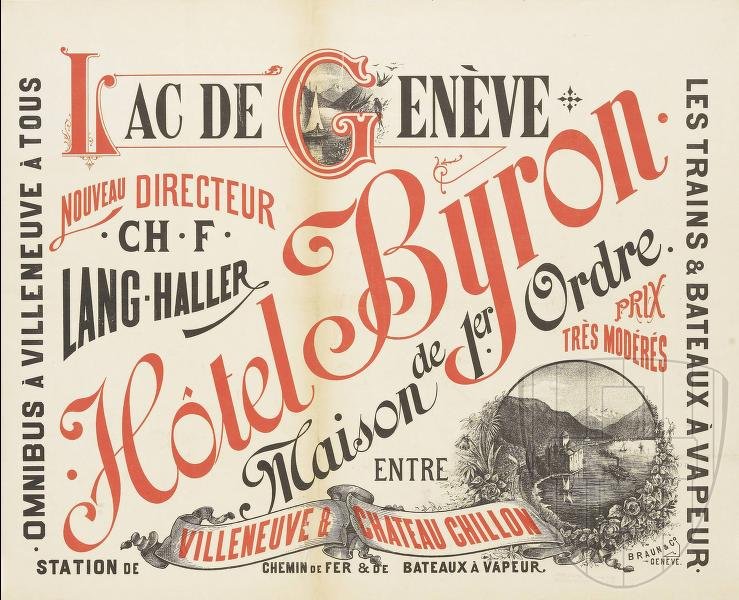
Werbung um 1870 als Holzschnitt

Das noble Hotel erschien 1844 erstmals im Baedeker-Reiseführer, der es jedoch bereits 1848 als ausser Betrieb beschreibt: „Zwischen Chillon und Villeneuve reckt das Hotel Byron, vor wenigen Jahren als großartiger Gasthof ausgefuhrt, aber rasch verfallen, seine öden Mauern in die Lüfte.“ Nach einer erfolglosen Zeit zählt die Beilage Der Sammler zur Augsburger Abendzeitung aus dem Jahr 1865 das Byron wieder zu den weltberühmten Gasthöfen der Schweiz. Hermann Reimer betont 1869 die Eignung als Winterkurort, die frische, wundervolle Lage und den höchsten Komfort, bemängelt jedoch die Einsamkeit und die fehlende Morgensonne. 1887 wird es in einem von George Bradshaw initiierten Führer als first class hotel in vorzüglicher Lage bezeichnet, das ausserdem die am nächsten am Schloss Chillon gelegene Unterkunft sei. Das Hotel wurde mehrfach für Kongresse und Tagungen genutzt.
Als Gäste im Hotel residierten Franz Liszt, Otto von Bismarck, Ernest Renan, Henryk Sienkiewicz, die Frau des Physikers John Hopkinson während dessen Beerdigung und Richard Wagner, der hier 1850 „eine sonderbare Katastrophe seines Schicksals erlebte.“ Giuseppe Garibaldi übernachtete im September 1867 vom Simplonpass kommend auf dem Weg nach Genf im Byron. Victor Hugo erwog nach seinem Aufenthalt, zu dem eine Besuchsfahrt mit 450 Menschen organisiert wurde, das „Hotel mit dem reizenden Park“ zu seinem Ruhesitz zu machen, wie es beispielsweise der in Montreux bekannte Veteran T.F. Gibbs tatsächlich tat. Romain Rolland lebte von 1922 bis 1938 in der zum Hotel gehörenden Villa Olga und empfing dort unter anderem Mahatma Gandhi und Stefan Zweig. Ausserdem wurde das Hotel von Edgar Quinet, Elisée Reclus, Gustave Courbet, Waldo Frank, Ossip Gabrilowitsch, Tomáš Garrigue Masaryk, Thomas Morland und Rabindranath Tagore besucht.
Der amerikanische Jugendschriftsteller Jacob Abbott beschreibt in seinem Buch Rollo in Geneva, wie die Protagonisten den Park mit den breiten Schotterwegen, die Terrassen sowie die Feierlichkeiten der Gäste und den von Kindermädchen betreuten Nachwuchs betrachten.